# Banaue (Ifugao)
Banaue (Bayan ng Banaue) är en kommun i Filippinerna. Kommunen ligger på ön Luzon, och tillhör provinsen Ifugao. Folkmängden uppgår till 20 563 invånare.  Världsarvet Risterrasserna i Cordilleras ligger i kommunen.

## Källor

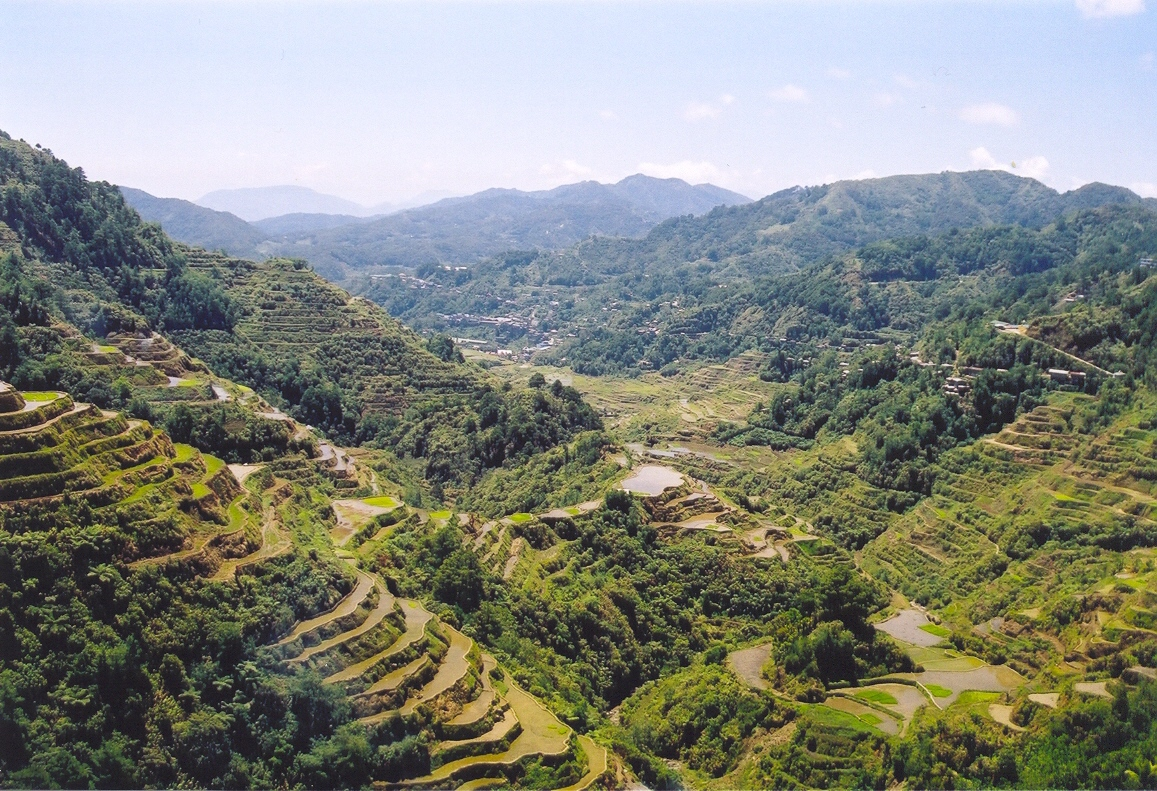
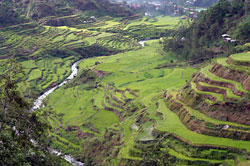
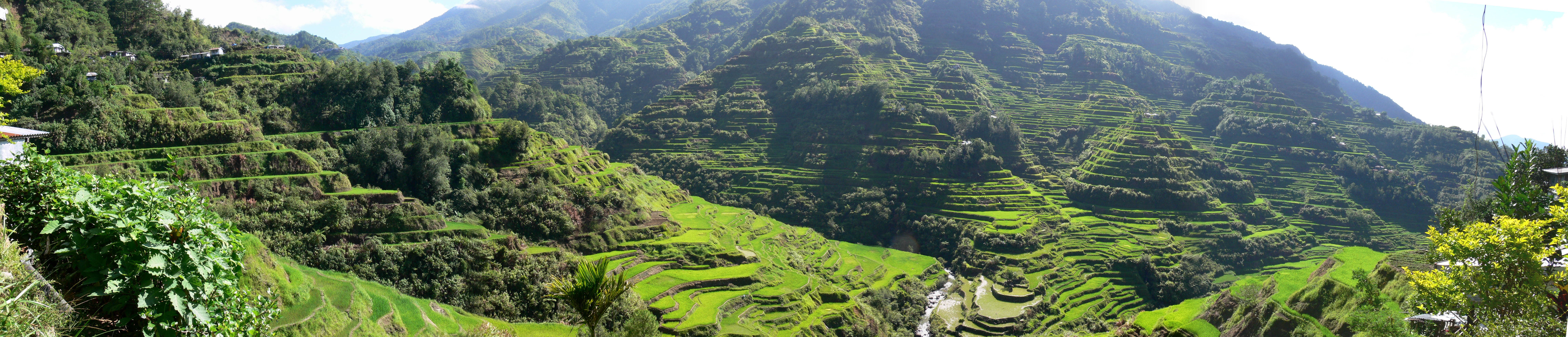

## Barangayer
Banaue är indelat i 18 barangayer.
| - Amganad - Anaba - Bangaan - Batad - Bocos - Banao - Cambulo - Ducligan - Gohang | - Kinakin - Poblacion - Poitan - San Fernando - Balawis - Ohaj - Tam-an - View Point - Pula |